# Корпус Увэй

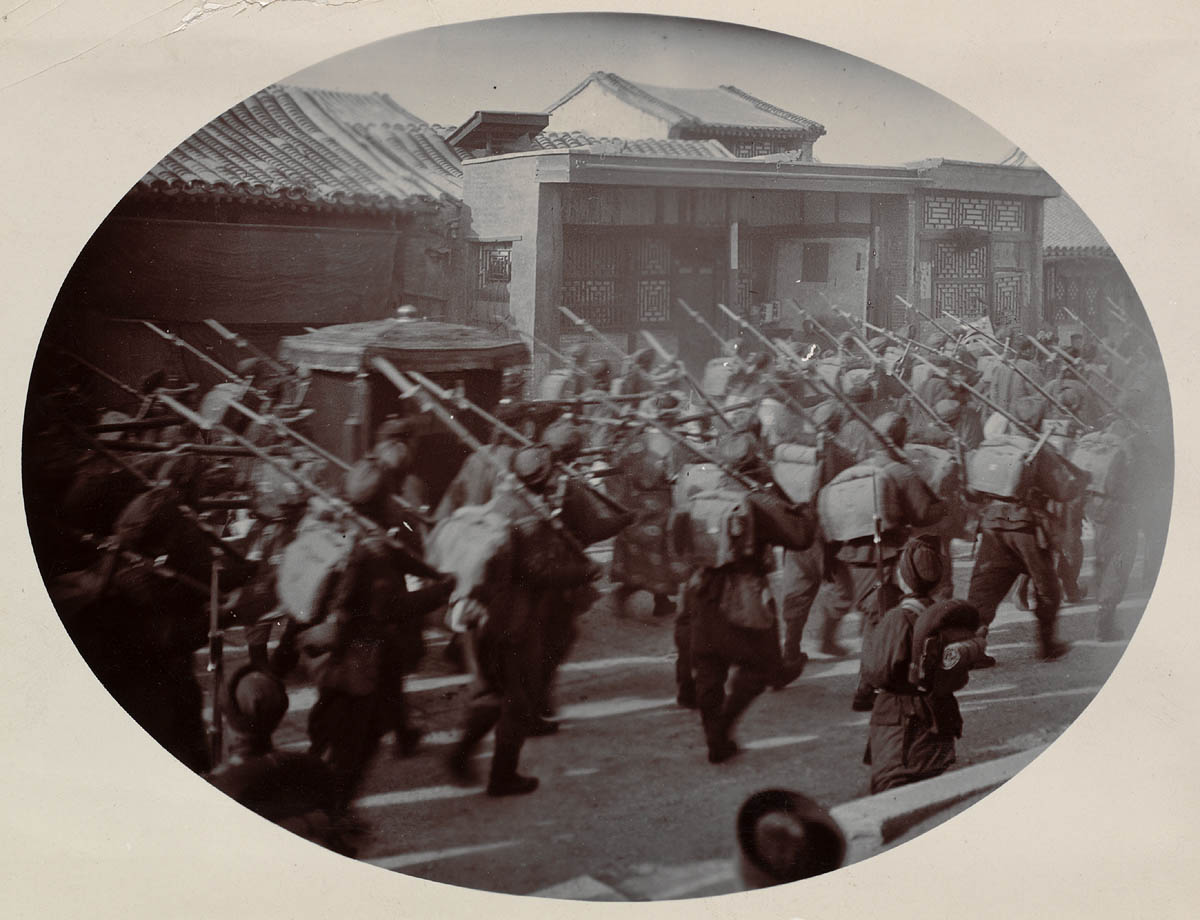
Войска корпуса Увэй во главе с Юань Шикаем сопровождают вдовствующую императрицу Цыси обратно в Запретный город в 1902 году.

Корпус Увэй (武卫军) или Гвардейская армия — модернизированная армия и подразделение династии Цин в Китае. Состоящая из пехоты, кавалерии и артиллерии, она была сформирована в мае или июне 1899 года и обучена западными военными советниками. Гвардия взяла на себя ответственность за безопасность Пекина и Запретного города с Жунлу в качестве его верховного главнокомандующего. Этот шаг был попыткой императорского двора Цин создать армию западного образца, оснащенную современным вооружением, после поражения Империи Цин в Первой китайско-японской войне (1894—1895). Три из пяти дивизий корпуса Увэй были расформированы через два года из-за истощения, вызванного Боксерским восстанием.

## Формирование
Вдовствующая императрица Цыси обладала верховной властью при императорском дворе Цин после того, как поместила императора Гуансюя под домашний арест. Маньчжурский аристократ Жунлу, контролировавший Большой совет и Министерство обороны, впоследствии получил приказ набрать 90-тысячную армию, набранную из различных подразделений, находящихся под контролем Не Шичэна, Сун Цин, Дун Фусяна и Юань Шикая.

## Пять дивизий Увэй
Корпус состоял из пяти «дивизий», которые в некоторых источниках назывались «полками» : Левая, Правая, Передовая, Тыловая и Центральная.
| Дивизия     | Командир   |
| ----------- | ---------- |
| Передовая   | Не Шичэн   |
| Тыловая     | Дун Фусян  |
| Левая       | Сун Цин    |
| Правая      | Юань Шикай |
| Центральная | Жунлу      |

Из них «безусловно самой сильной» была Правая дивизия Юань Шикая, которая была всего лишь ребрендингом его существующей Новой армии, сформированной в 1895 году, в то время как Передовая дивизия Не Шичэна, обученная немецкими военными советниками, занимала второе место. Эти две дивизии пользовались преимуществом модернизированной пехотной военной системы и подготовки, в то время как другие три дивизии все ещё использовали традиционную систему Маньчжурской восьмизнамёнской армии. Различия в силе дивизий стали очевидны в ходе учений, хотя вся гвардейская армия имела одинаковое современное вооружение.
До создания корпуса Увэй передовая дивизия Не Шичэна была известна как «Стойкая армия» (武毅軍Уи цзюнь), в то время как войска Сун Цина ранее носили название «Решительная армия» (毅軍И Цзюнь). Эти армии также были вооружены винтовками Маузера и пулеметами Максима.
Дун Фусян возглавлял армию мусульманских воинов, которую в то время на Западе называли «10-тысячной исламской толпой». В Китае войска Дуна были известны как «армия Ган» (甘軍), которая использовала сокращенное название провинции Ганьсу, откуда родом многие из этих солдат. «Армия Ган» — дословный перевод, но в английских источниках обычно используется перефразированное название «Кансу Бравс».
Императорским указом Жунлу получил номинальное командование всем корпусом Увэй . Его первоначальной задачей было включить четыре ранее существовавшие дивизии в новую структуру корпуса Увэй. Позднее Жунлу присоединил к себе Центральную дивизию, став её командующим, — подразделение, состоящее в основном из маньчжурских знаменосцев.

## Боксерское восстание
Во время войны против Альянса восьми держав Передовая дивизия, Тыловая дивизия и Центральная дивизия понесли тяжелые потери и были расформированы после подписания Боксерского протокола. Правая и левая дивизии остались в провинции Шаньдун, чтобы подавить восстание боксеров, известных как повстанцы Ихэтуань. Оба эти подразделения остались в полном составе, так как не столкнулись с войсками иностранных держав.
С марта 1899 года, в разгар боксерского конфликта, Ма Юкунь (馬玉崑) и Цзян Гуити стали сокомандующими вместе с Сун Цин во главе левой дивизии.